# Salto Berrondo

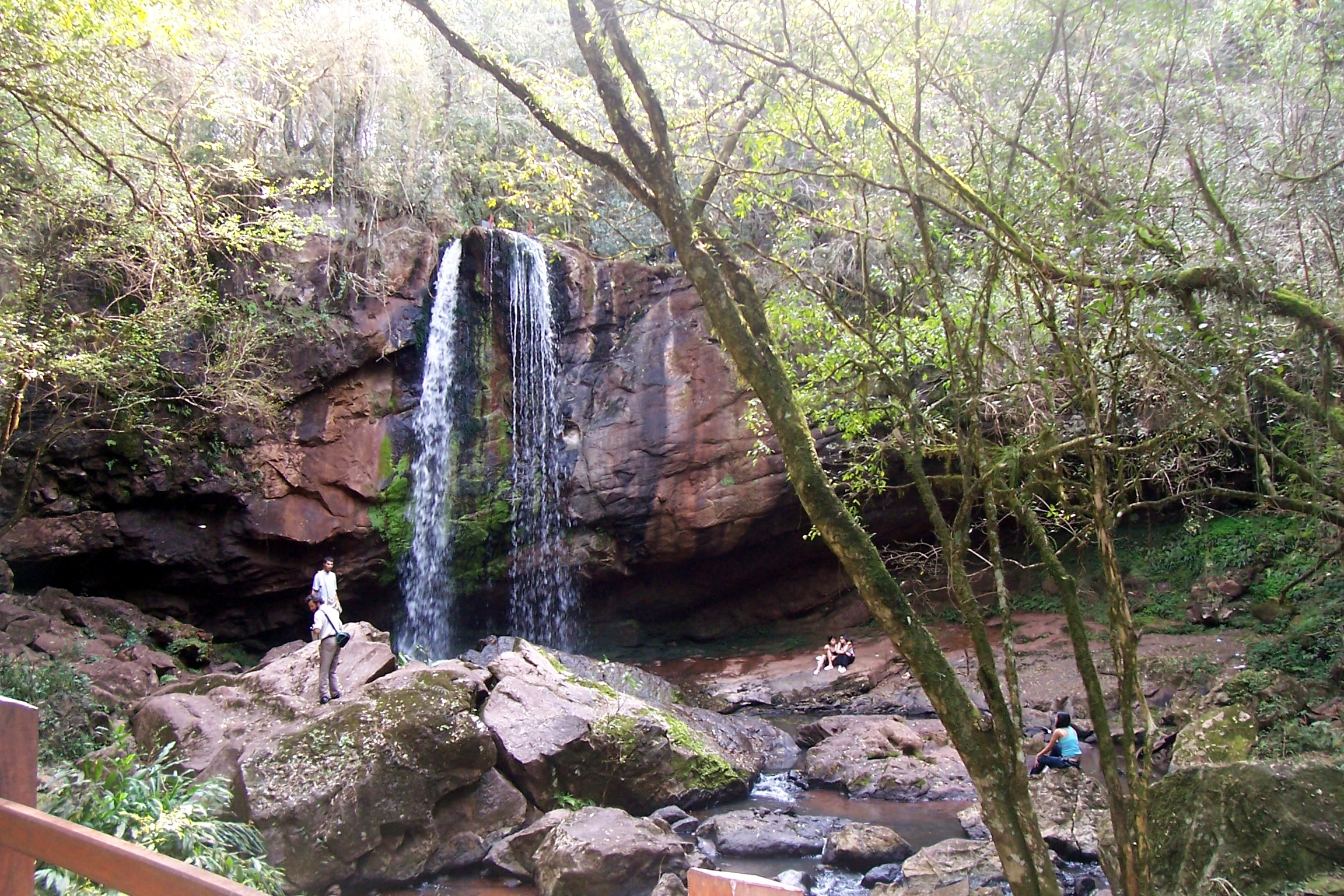
Le Salto Berrondo, dans les environs de la ville d'Oberá.

Le Salto Berrondo, en Argentine, est une chute d'eau située à 9 km de la ville d'Oberá (Province de Misiones). La cascade a 12,5 mètres de hauteur en une seule chute.

## Description
Le site a conservé une végétation naturelle typique de la province. On peut y observer des exemplaires de guatambú (Balfourodendron riedelianum), de peteribí (Cordia trichotoma), de Tipuana tipu (tipa), de maría preta (Diatenopteryx sorbifolia), de cannelle blanche et noire, d'anchicho (Parapiptadenia rigida), de cocú (Allophylus edulis), de pitanga (Eugenia uniflora), de guayubira (Campomanesia xanthocarpa), de tacuapí, de quantités de fougères, de divers cactus et de nombreuses lianes. 

## Accès
On y accède par la route provinciale 103 (Oberá-Santa Ana).

## Tourisme
Un complexe touristique a été créé près du site, sur la route provinciale 103. Il comporte des installations de camping.

## Galerie

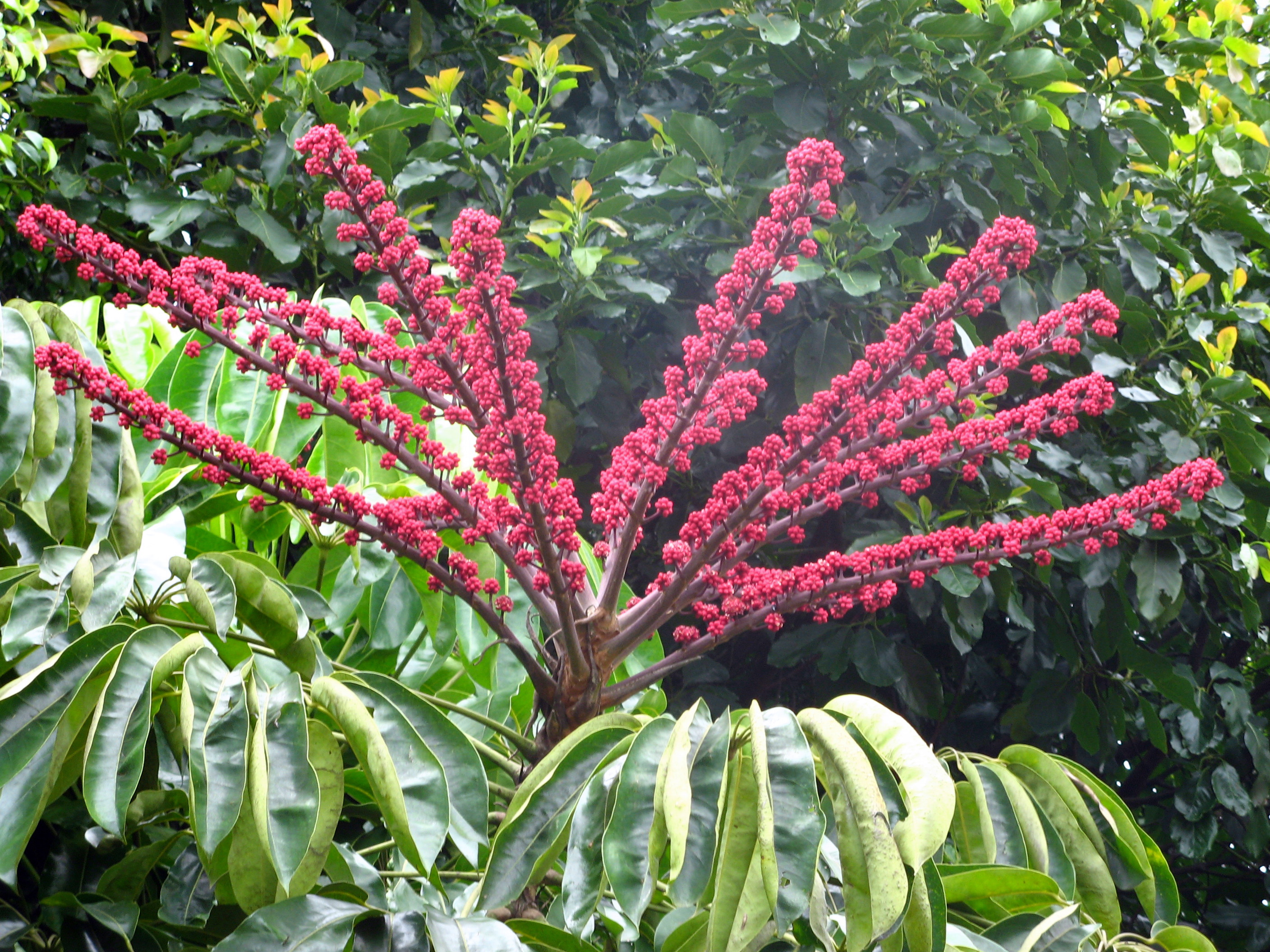
Le cocú  (Allophylus edulis')'.
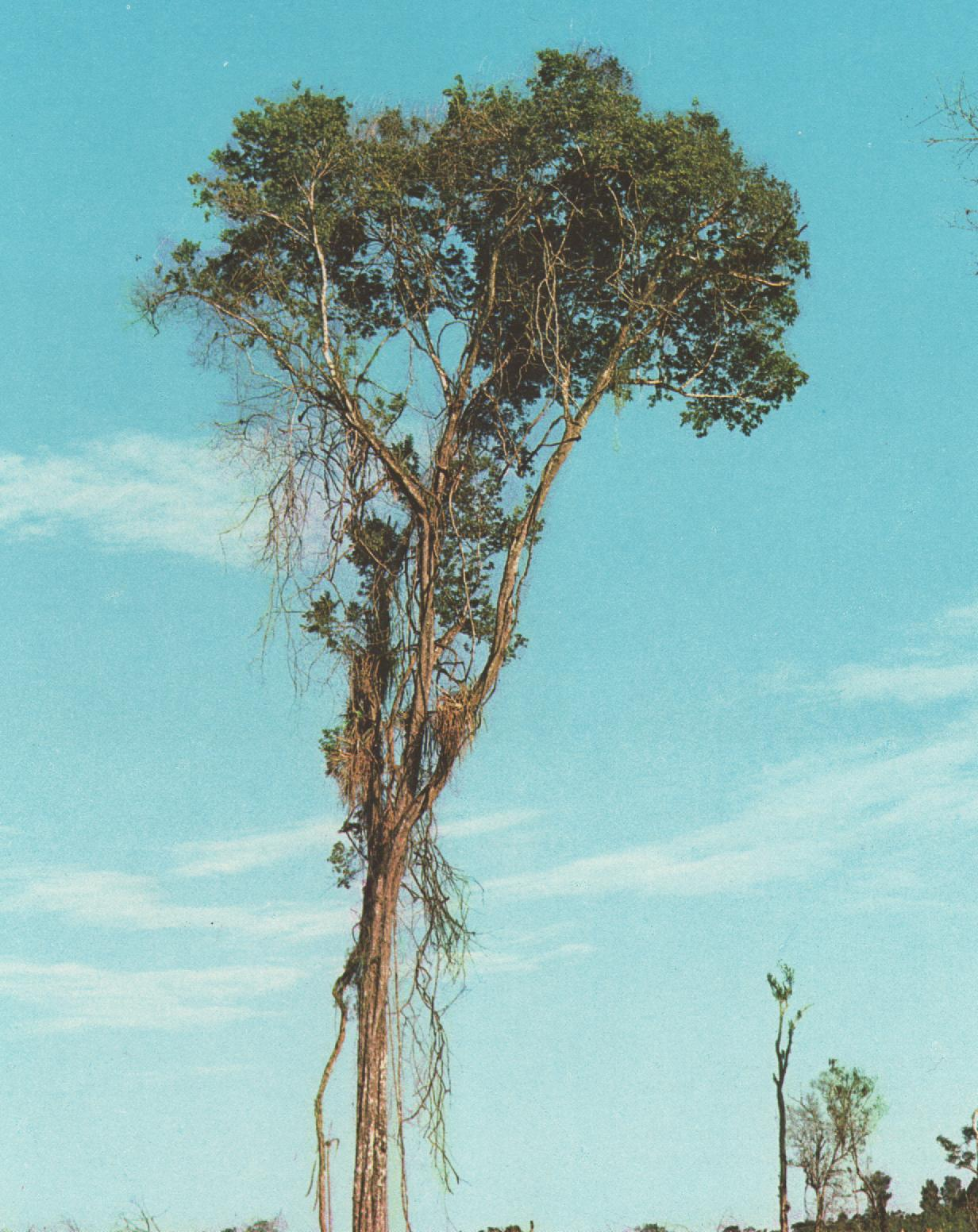
María preta (Diatenopteryx sorbifolia).
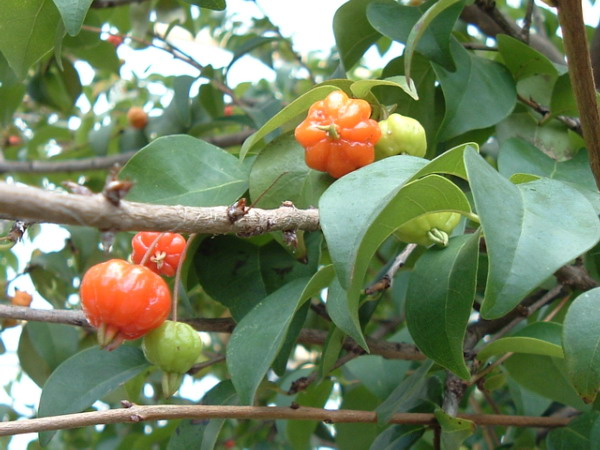
Cerises de Cayenne (Eugenia uniflora).